# Kirkwhelpington
Kirkwhelpington är en ort och civil parish i Storbritannien.   Den ligger i grevskapet och kommunen Northumberland i riksdelen England, i den centrala delen av landet, 400 km norr om huvudstaden London. Kirkwhelpington ligger 176 meter över havet och antalet invånare är 460.
Terrängen runt Kirkwhelpington är lite kuperad. Runt Kirkwhelpington är det ganska tätbefolkat, med 78 invånare per kvadratkilometer. Närmaste större samhälle är Rothbury, 18,4 km norr om Kirkwhelpington. Trakten runt Kirkwhelpington består i huvudsak av gräsmarker.